# Alligatorer
Alligatorer (Alligator) är ett släkte inom familjen krokodildjur. Alligatorerna skiljer sig från krokodilerna genom att alligatorernas huvuden är bredare och kortare, deras käkar är mer U-formade än krokodilernas och deras käkleder är kraftigare. Deras nos är trubbigare och den fjärde underkäkstanden är stor och passar in i en grop i överkäken. Alligatorerna saknar taggig kant på bakfoten och bakbenen (som finns på krokodiler). En alligator är som regel snabbare än den vanliga krokodilen. De skiljer sig också genom att simhuden är mycket mindre omfattande på alligatorer och bara når till halva tåns längd. I allmänhet är alligatorer mindre farliga än krokodiler.
I Europa finns alligatorer som fossil från kritaperioden till pliocenperioden. Nu finns endast två arter: mississippialligator och kinesisk alligator, varav den senare är något mindre. Namnet alligator kommer från spanskans el lagarto, ödlan.